# Natura 2000-område nr. 180 Stege Nor
Natura 2000-område nr. 180 Stege Nor   er et Natura 2000-område der består af habitatområderne H179 har et areal på    579 hektar, hvoraf 511 ha er havareal.  
Natura 2000-området ligger   i Vandområdedistrikt II Sjælland  i vandplanomåde  2.5 Smålandsfarvandet.  i  Vordingborg Kommune.

## Områdebeskrivelse
Stege Nor er en typisk kystlagune med brakvand og et snævret udløb ved byen Stege.  Noret er lavvandet med dybder ned til tre meter i den centrale
del. Bunden består overvejende af sand og mudder, dog er der i området ved Maglegrund (midt i
noret) en del sten, heraf enkelte store sten.  Kysten omkring noret består af rørsump, kildevæld, rigkær og afgræssede strandenge.

## Fredninger
Ved Keldby Kirke, ved nordøstenden af noret er der 
en fredning  der har til formål at sikre udsigten til og fra kirken.